# Josef Salim
Josef Salim (15 de mayo de 1967) es un deportista danés de origen húngaro que compitió en taekwondo. Ganó una medalla de plata en el Campeonato Mundial de Taekwondo de 1991 y seis medallas en el Campeonato Europeo de Taekwondo entre los años 1986 y 2000.
Su hermano Gergely también es un practicante de taekwondo de éxito internacional.

## Palmarés internacional
| Representando a Dinamarca |                    |                   |           |
| Campeonato Mundial        |                    |                   |           |
| Año                       | Lugar              | Medalla           | Categoría |
| 1991                      | Atenas (Grecia)    | Medalla de plata  | –54 kg    |
| Campeonato Europeo        |                    |                   |           |
| Año                       | Lugar              | Medalla           | Categoría |
| 1986                      | Seefeld (Austria)  | Medalla de oro    | –54 kg    |
| 1988                      | Ankara (Turquía)   | Medalla de bronce | –54 kg    |
| 1990                      | Aarhus (Dinamarca) | Medalla de oro    | –54 kg    |
| 1992                      | Valencia (España)  | Medalla de oro    | –58 kg    |
| 1994                      | Zagreb (Croacia)   | Medalla de bronce | –58 kg    |
| Representando a Hungría   |                    |                   |           |
| Campeonato Europeo        |                    |                   |           |
| Año                       | Lugar              | Medalla           | Categoría |
| 2000                      | Patras (Grecia)    | Medalla de bronce | –58 kg    |